# Tanjungsari (Sadananya)
Tanjungsari is een bestuurslaag in het regentschap Ciamis van de provincie West-Java, Indonesië. Tanjungsari telt 3595 inwoners (volkstelling 2010).